# Département de Pilagás
Le département de Pilagás est une des 9 subdivisions de la province de Formosa, en Argentine. Son chef-lieu est la ville de El Espinillo.
Le département de Pilagás est bordé au nord par le Paraguay, à l'est par le département de Pilcomayo, au sud par le département de Pirané et à l'ouest par le département de Patiño.
Le département a une superficie de 3 041 km2 et sa population s'élevait à 17 523 habitants en 2001.

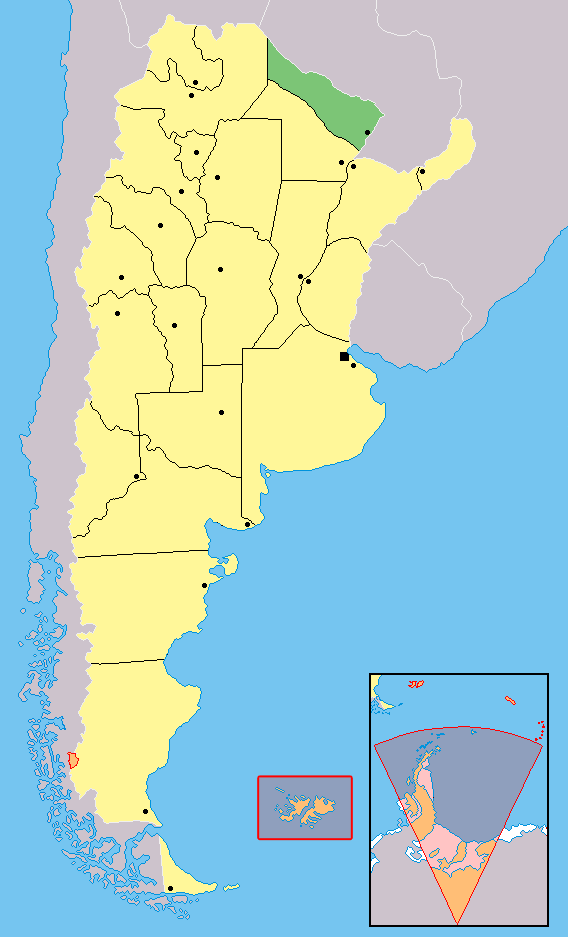
Localisation de la province de Formosa en Argentine.

## Villes et localités
- Buena Vista
- El Espinillo, chef-lieu